# Madrid Open 2018 - Qualificazioni singolare femminile
Le qualificazioni del singolare del Mutua Madrid Open 2018 sono state un torneo di tennis preliminare per accedere alla fase finale della manifestazione. Le vincitrici dell'ultimo turno sono entrate di diritto nel tabellone principale. In caso di ritiro di una o più giocatrici aventi diritto a queste sono subentrate le lucky loser, ossia le giocatrici che hanno perso nell'ultimo turno ma che avevano una classifica più alta rispetto alle altre partecipanti che avevano comunque perso nel turno finale.

## Teste di serie
1. Danielle Collins (qualificata)
2. Aryna Sabalenka (qualificata)
3. Hsieh Su-wei (ritirata)
4. Polona Hercog (primo turno)
5. Beatriz Haddad Maia (primo turno)
6. Mona Barthel (ultimo turno, ritirata)
7. Ana Bogdan (ultimo turno)
8. Magda Linette (ultimo turno)

1. Kirsten Flipkens (ultimo turno)
2. Kristýna Plíšková (qualificata)
3. Kateryna Bondarenko (primo turno)
4. Sachia Vickery (ultimo turno)
5. Jennifer Brady (primo turno)
6. Johanna Larsson (ultimo turno)
7. Natalia Vikhlyantseva (qualificata)
8. Anna Karolína Schmiedlová (qualificata)

## Qualificate
1. Danielle Collins
2. Aryna Sabalenka
3. Anna Karolína Schmiedlová
4. Bernarda Pera

1. Sara Errani
2. Sílvia Soler Espinosa
3. Kristýna Plíšková
4. Natalia Vikhlyantseva

## Tabellone

### Legenda
| - Q = Qualificato - WC = Wild card - LL = Lucky loser | - ALT = Alternate - SE = Special Exempt - PR = Protected Ranking | - w/o = Walkover - r = Ritirato - d = Squalificato |

### Sezione 1
|  | Primo turno | Primo turno      | Primo turno     | Primo turno | Primo turno |  |  | Ultimo turno | Ultimo turno     | Ultimo turno     | Ultimo turno | Ultimo turno |  |
|  |             |                  |                 |             |             |  |  |              |                  |                  |              |              |  |
|  | 1           | Danielle Collins | 7               | 3           | 7           |  |  |              |                  |                  |              |              |  |
|  |             | Alison Riske     | 62              | 6           | 63          |  |  | 1            | Danielle Collins | Danielle Collins | 6            | 6            |  |
|  |             | Shūko Aoyama     | Shūko Aoyama    | 3           | 3           |  |  | 14           | Johanna Larsson  | Johanna Larsson  | 3            | 1            |  |
|  | 14          | Johanna Larsson  | Johanna Larsson | 6           | 6           |  |  |              |                  |                  |              |              |  |

### Sezione 2
|  | Primo turno | Primo turno            | Primo turno            | Primo turno | Primo turno |  |  | Ultimo turno | Ultimo turno    | Ultimo turno    | Ultimo turno | Ultimo turno |  |
|  |             |                        |                        |             |             |  |  |              |                 |                 |              |              |  |
|  | 2           | Aryna Sabalenka        | Aryna Sabalenka        | 6           | 7           |  |  |              |                 |                 |              |              |  |
|  | WC          | Carlota Martínez Círez | Carlota Martínez Círez | 1           | 65          |  |  | 2            | Aryna Sabalenka | Aryna Sabalenka | 6            | 6            |  |
|  | WC          | Olga Danilović         | 3                      | 7           | 6           |  |  | WC           | Olga Danilović  | Olga Danilović  | 4            | 2            |  |
|  | 11          | Kateryna Bondarenko    | 6                      | 62          | 2           |  |  |              |                 |                 |              |              |  |

### Sezione 3
|  | Primo turno | Primo turno               | Primo turno               | Primo turno | Primo turno |  |  | Ultimo turno | Ultimo turno              | Ultimo turno | Ultimo turno | Ultimo turno |  |
|  |             |                           |                           |             |             |  |  |              |                           |              |              |              |  |
|  | Alt         | Bethanie Mattek-Sands     | 4                         | 7           | 6           |  |  |              |                           |              |              |              |  |
|  |             | Caroline Dolehide         | 6                         | 6(1)        | 1           |  |  | Alt          | Bethanie Mattek-Sands     | 6            | 2            | 5            |  |
|  | Alt         | Gabriela Dabrowski        | Gabriela Dabrowski        | 3           | 5           |  |  | 16           | Anna Karolína Schmiedlová | 4            | 6            | 7            |  |
|  | 16          | Anna Karolína Schmiedlová | Anna Karolína Schmiedlová | 6           | 7           |  |  |              |                           |              |              |              |  |

### Sezione 4
|  | Primo turno | Primo turno        | Primo turno   | Primo turno | Primo turno |  |  | Ultimo turno | Ultimo turno   | Ultimo turno   | Ultimo turno | Ultimo turno |  |
|  |             |                    |               |             |             |  |  |              |                |                |              |              |  |
|  | 4           | Polona Hercog      | Polona Hercog | 2           | 0           |  |  |              |                |                |              |              |  |
|  |             | Bernarda Pera      | Bernarda Pera | 6           | 6           |  |  |              | Bernarda Pera  | Bernarda Pera  | 6            | 6            |  |
|  |             | Barbora Krejčíková | 6             | 4           | 2           |  |  | 12           | Sachia Vickery | Sachia Vickery | 4            | 4            |  |
|  | 12          | Sachia Vickery     | 2             | 6           | 6           |  |  |              |                |                |              |              |  |

### Sezione 5
|  | Primo turno | Primo turno         | Primo turno         | Primo turno | Primo turno |  |  | Ultimo turno | Ultimo turno     | Ultimo turno | Ultimo turno | Ultimo turno |  |
|  |             |                     |                     |             |             |  |  |              |                  |              |              |              |  |
|  | 5           | Beatriz Haddad Maia | Beatriz Haddad Maia | 4           | 65          |  |  |              |                  |              |              |              |  |
|  |             | Sara Errani         | Sara Errani         | 6           | 7           |  |  |              | Sara Errani      | 5            | 6            | 6            |  |
|  |             | Christina McHale    | Christina McHale    | 68          | 2           |  |  | 9            | Kirsten Flipkens | 7            | 1            | 0            |  |
|  | 9           | Kirsten Flipkens    | Kirsten Flipkens    | 7           | 6           |  |  |              |                  |              |              |              |  |

### Sezione 6
|  | Primo turno | Primo turno           | Primo turno           | Primo turno | Primo turno |  |  | Ultimo turno | Ultimo turno          | Ultimo turno | Ultimo turno | Ultimo turno |  |
|  |             |                       |                       |             |             |  |  |              |                       |              |              |              |  |
|  | 6           | Mona Barthel          | Mona Barthel          | 6           | 6           |  |  |              |                       |              |              |              |  |
|  |             | Alla Kudryavtseva     | Alla Kudryavtseva     | 3           | 1           |  |  | 6            | Mona Barthel          | 2            | 0            | r            |  |
|  |             | Sílvia Soler Espinosa | Sílvia Soler Espinosa | 6           | 6           |  |  |              | Sílvia Soler Espinosa | 6            | 2            |              |  |
|  | 13          | Jennifer Brady        | Jennifer Brady        | 2           | 4           |  |  |              |                       |              |              |              |  |

### Sezione 7
|  | Primo turno | Primo turno       | Primo turno       | Primo turno | Primo turno |  |  | Ultimo turno | Ultimo turno      | Ultimo turno | Ultimo turno | Ultimo turno |  |
|  |             |                   |                   |             |             |  |  |              |                   |              |              |              |  |
|  | 7           | Ana Bogdan        | 6                 | 4           | 6           |  |  |              |                   |              |              |              |  |
|  |             | Miyu Katō         | 1                 | 6           | 0           |  |  | 7            | Ana Bogdan        | 6            | 5            | 2            |  |
|  | WC          | Irina Bara        | Irina Bara        | 1           | 2           |  |  | 10           | Kristýna Plíšková | 3            | 7            | 6            |  |
|  | 10          | Kristýna Plíšková | Kristýna Plíšková | 6           | 6           |  |  |              |                   |              |              |              |  |

### Sezione 8
|  | Primo turno | Primo turno           | Primo turno           | Primo turno | Primo turno |  |  | Ultimo turno | Ultimo turno          | Ultimo turno | Ultimo turno | Ultimo turno |  |
|  |             |                       |                       |             |             |  |  |              |                       |              |              |              |  |
|  | 8           | Magda Linette         | Magda Linette         | 6           | 6           |  |  |              |                       |              |              |              |  |
|  |             | Sofia Kenin           | Sofia Kenin           | 3           | 4           |  |  | 8            | Magda Linette         | 5            | 7            | 62           |  |
|  | WC          | Paula Badosa Gibert   | Paula Badosa Gibert   | 2           | 4           |  |  | 15           | Natalia Vikhlyantseva | 7            | 68           | 7            |  |
|  | 15          | Natalia Vikhlyantseva | Natalia Vikhlyantseva | 6           | 6           |  |  |              |                       |              |              |              |  |